# كالدويل جونز
كالدويل جونز (بالإنجليزية: Caldwell Jones)‏ مواليد 04 أغسطس 1950 في ماكغيهي - الوفاة 21 سبتمبر 2014، كان لاعب كرة سلة أمريكي أصبح مدرباً بدأ مسيرته الاحترافية في سنة 1973. تم اختياره من قبل فريق فيلادلفيا سفنتي سيكسرز خلال الدرافت. بلغ طوله 6 قدم 11 بوصة (2.1 م). اعتزل اللعب في 1990.

## المسيرة الاحترافية
لعب مع فيلادلفيا سفنتي سيكسرز من سنة 1976 إلى 1982، ثم لعب مع هيوستن روكتس من سنة 1982 إلى 1984، ثم لعب مع شيكاغو بولز في موسم 1984–1985، ثم لعب مع بورتلاند ترايل بلايزرز من سنة 1985 إلى 1989، ثم لعب مع سان أنطونيو سبرز في موسم 1989–1990.

## روابط خارجية
- كالدويل جونز على موقع إن بي أي (الإنجليزية)
- كالدويل جونز على موقع سبورتس رفرنس (الإنجليزية)
- كالدويل جونز على موقع ريلجم (الإنجليزية)
- كالدويل جونز على موقع بروبوليرز (الإنجليزية)